# بن نایبوئر
بن نایبوئر (انگلیسی: Ben Nijboer; ۳۰ سپتامبر ۱۹۱۵ – ۲۵ ژانویهٔ ۱۹۹۹) دانشمند در زمینه نورشناسی اهل پادشاهی هلند بود.
وی همچنین برندهٔ جوایزی همچون برنامه فولبرایت شده‌است.